# Sungai Alim Ulu
Sungai Alim Ulu is een bestuurslaag in het regentschap Asahan van de provincie Noord-Sumatra, Indonesië. Sungai Alim Ulu telt 5035 inwoners (volkstelling 2010).